# Файдо, Мартин
Ма́ртин О́стин Фа́йдо (англ. Martin Austin Fido; 18 октября 1939, Пензанс, Корнуолл, Великобритания — 2 апреля 2019, Норт-Фалмут, Массачусетс, США) — английский писатель, радиоведущий, автор популярных историко-криминалистических исследований, литературных биографий (Чарльз Диккенс, Уильям Шекспир, Редьярд Киплинг, Оскар Уайльд). С 2000 года жил в Кейп-Коде (США). С 2001 года преподавал в Бостонском университете.